# یارپاقلو
یارپاقلو، روستایی است از توابع بخش صفاییه و در شهرستان خوی استان آذربایجان غربی ایران.

## جمعیت
این روستا در دهستان الند قرار داشته و بر اساس سرشماری سال ۱۳۸۵ جمعیت آن ۴۶۰ نفر (۸۹ خانوار)
بوده‌است.